# Konfigurační položka (CI)
Pojem Konfigurační položka (CI) odkazuje na základní jednotku systému pro Configuration management - Konfigurační databázi (CMDB). Systém pro Configuration management zajišťuje identifikaci, řízení změn, sledování stavu a audit-trail konfiguračních položek během jejich životního cyklu. Cílem je předcházet nekompatibilitě položek a umožnit řádné plánování změn a testování.

## Popis
Konfigurační položkou můžeme nazvat každou entitu nacházející se v Konfigurační databázi (CMDB).
- Entita musí být identifikovatelná (unikátní), aby ji bylo možné odlišit od ostatních konfiguračních položek.
- Z pohledu implementace změnových požadavků je CI předmětem změny. Při vyhodnocování dopadu změny bychom si měli klást otázky:
  1. Jaké konfigurační položky jsou dotčeny?
  2. Jak budou dané konfigurační položky dotčeny?

### Typy Konfiguračních položek
Příklady typů konfiguračních položek:
- Hardware/Zařízení
- Software/Aplikace
- Síťové segmenty
- Datové zdroje
- Služby
- Lokality
- Dokumentace
- Správci systémů (zaměstnanci, smluvní partneři)

Entity procesů Change management, Incident a Problem management a dalších procesů jsou také někdy chápány jako Konfigurační položky.

### Vlastnosti CI
Konfigurační položky mají vlastnosti specifické pro daný typ konfigurační položky (např. Výrobce, Typ/Model a Sériové číslo u Hardware) a vlastnosti společné všem konfiguračním položkám. Příklady společných vlastností:
- Kód – Unikátní identifikátor generovaný zpravidla Konfigurační databází.
- Název/Štítek – Popis umožňující identifikovat a odlišit jednotlivé konfigurační položky
- Popis funkce – Popis funkce Konfigurační položky
- Business vlastník – Schvaluje změny položky (např. manažer zodpovědný za proces podporovaný danou konfigurační položkou)
- Technický vlastník – Poskytuje podporu a implementuje změny schválené Business vlastníkem (např. správce aplikace)
- Konec životního cyklu – Datum plánovaného ukončení konfigurační položky (např. datum konce podpory aplikace dodavatelem)

Identifikující vlastnosti

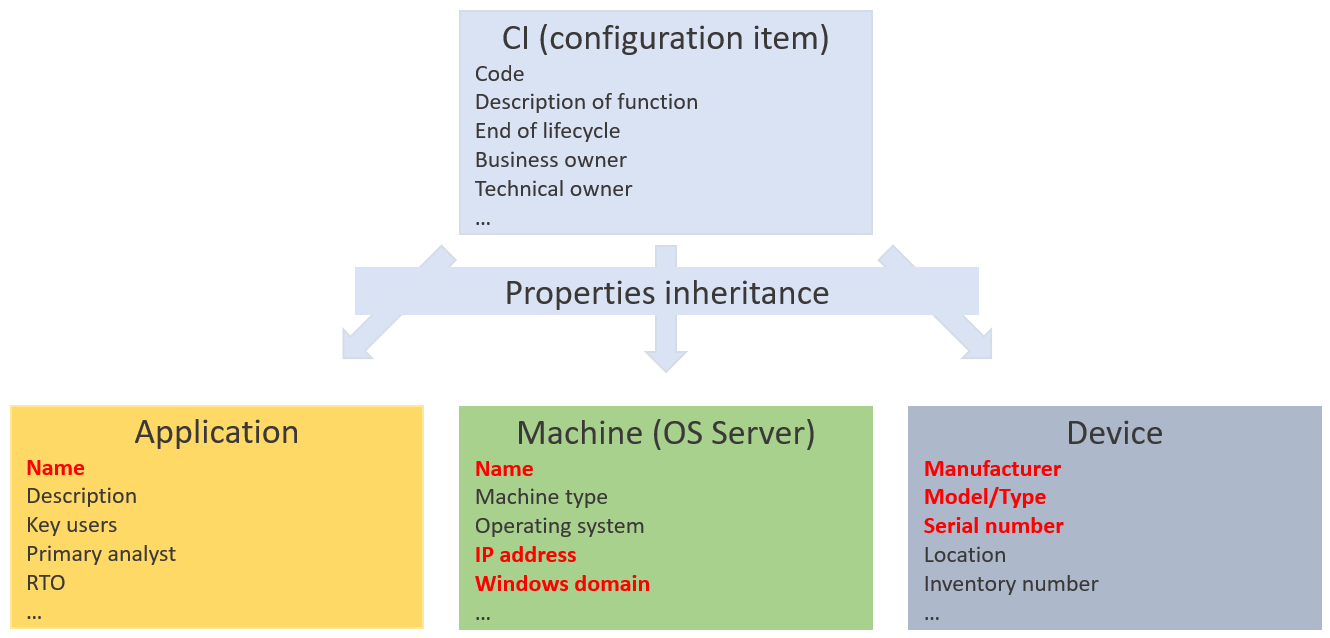

 Každý typ konfigurační položky by měl mít určité vlastnosti, jejichž kombinace bude unikátní. Podle nich tak budeme schopni rozlišit položky, s nimiž pracujeme. V případě Hardware (Zařízení) to může být např. Výrobce zařízení, Model/Type a Sériové číslo.
Identifikující vlastnosti (zvýrazněné červeně) nám umožňují rozlišit mezi jednotlivými instancemi konfiguračních položek.